# Reggie Jackson
Reginald Martinez "Reggie" Jackson, född den 18 maj 1946 i Abington i Pennsylvania, är en amerikansk före detta professionell basebollspelare som spelade 21 säsonger i Major League Baseball (MLB) 1967–1987. Jackson var outfielder.
Jackson var en av 1970-talets främsta spelare i MLB. Han spelade alltid bra i slutspelet och New York Yankees förra ägare George Steinbrenner gav honom därför smeknamnet "Mr. October" (slutspelet spelas i oktober). Han var med och vann World Series fyra gånger, varav två med Oakland Athletics (1973 och 1974) och två med Yankees (1977 och 1978). Vid två av dessa tillfällen (1973 och 1977) utsågs han till World Series mest värdefulla spelare (MVP). 1973 vann han American Leagues MVP Award och han vann också två Silver Slugger Awards (1980 och 1982). Han togs ut till MLB:s all star-match 14 gånger.
Statistiskt sett ledde Jackson American League i homeruns fyra gånger (1973, 1975, 1980 och 1982), i slugging % tre gånger (1969, 1973 och 1976), i poäng två gånger (1969 och 1973) och i RBI:s (inslagna poäng) en gång (1973). Hans 563 homeruns under karriären är 14:e flest i MLB:s historia. Han innehar ett mindre smickrande MLB-rekord i kategorin flest strikeouts under karriären med 2 597.
Ser man till slutspelshistorien ligger Jackson delad tia i homeruns (18) och RBI:s (48). Om man enbart ser till World Series-historien ligger Jackson delad femma i homeruns (tio), sjua i slugging % (0,755) och delad åtta i RBI:s (24).
Både New York Yankees och Oakland Athletics har bestämt att ingen spelare längre får bära Jacksons tröjnummer 44 (Yankees) respektive 9 (Athletics).
1993 valdes Jackson in i National Baseball Hall of Fame. Han fick då 93,6 % av rösterna.

## Karriär

### Major League Baseball

#### Kansas City/Oakland Athletics

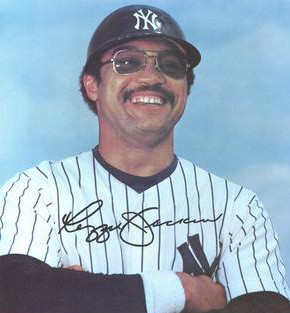
Jackson i New York Yankees dräkt 1981.

Jackson draftades av Kansas City Athletics 1966 som andra spelare totalt. Redan året efter debuterade han för klubben.
Inför 1968 års säsong flyttades klubben till Oakland och bytte namn till Oakland Athletics. Jackson spelade kvar i klubben till och med 1975.

#### Baltimore Orioles
Just innan säsongen 1976 skulle börja byttes Jackson tillsammans med två andra spelare bort till Baltimore Orioles i utbyte mot tre spelare. Han stannade dock i klubben endast en säsong och därefter blev han free agent.

#### New York Yankees
I november 1976 skrev Jackson på för New York Yankees. Där blev han kvar i fem år och blev sedan återigen free agent.

#### California Angels
I januari 1982 skrev Jackson på för California Angels. Han spelade även där i fem år, varefter han för tredje gången blev free agent.

#### Oakland Athletics igen
I december 1986 skrev Jackson på för sin gamla klubb Oakland Athletics. Där gjorde han en sista säsong 1987 innan han avslutade karriären.